# Blind Illusion
Blind Illusion é uma banda formada em São Francisco em 1979 pelo vocalista David Godfrey, guitarrista Mike Biederman, baixista Alvin Petty e baterista Brett Hern. O Blind Illusion foi por anos uma das bandas de metal underground mais populares da Bay Area, porém a banda nunca foi nada além de um passatempo para os envolvidos, e passou por diversas encarnações durante os anos. A banda lançou o álbum The Sane Asylum em 1988, para depois encerrar as atividades no ano seguinte. Pela banda passou o baixista Les Claypool, fundador da aclamada banda Primus.

## Histórico
O Blind Illusion foi formado pelo então estudante de ensino médio, Marc Biedermann, junto com muitos outros membros, incluindo o tecladista Ben Hevoroh e o baterista Bret Hern.
O primeiro som da banda foi musicalmente enraizado como rock progressivo, com Biedermann citando como suas principais inspirações, Rush, King Crimson e Jethro Tull. No entanto, a entrada de músicos posteriores - muitos com laços com a thrash metal da Bay Area - adicionaria uma direção heavy metal à banda, um estilo similar ao Judas Priest, Angel Witch e Fates Warning.

## Formação
Atual formação
- Marc Biedermann - guitarra solo e base, voz (1979-presente)
- Danny Harcourt - baixo (2009)
- Robert Nystrom - bateria (2009)

Ex-membros
Vocais
- Keith Lewis (1979)
- David Godfrey (1980-1985)
- Tim Agnello (tempo não especificado)

Guitarristas
- Hans Larson (1982-1983)
- Pat Woods (1983-1986)
- John Marshall (1987)
- Larry LaLonde (1987-1988)
- Evan McCaskey (tempo não especificado)
- Mark Strausberg (1988-1989)

Baixistas
- Alvin Petty (1979)
- Les Claypool (1979-1981), (1986-1988)
- Chris Olsen (1982-1983)
- Geno Side Gene Gilson(1983-1986)
- Larry LaLonde (1988)
- Adam Gates (1987)
- Brian Kehoe (tempo não especificado)
- Vern McElroy (1988-1989)

Bateristas
- Bret Hern (1979-1981)
- Victor Griffith (1981-1982)
- Bill Ticson (1982-1983)
- Mike Miner (1983-1988)
- Wes Anderson (1988-1989)

Tecladistas
- Ben Heveroh (1979-198?)

## Discografia
Álbuns
- The Sane Asylum (1988)
- Psychedelic Symphony (1989) (nunca lançado oficialmente)
- Demon Master (2010)

Demos
- 1983 Demo (1983)
- Trilogy of Terror (1985)
- Blood Shower (1986)
- Slow Death (1986)